# Standard Chartered Bank (Zambia)
Standard Chartered Bank Zambia, auch StanChart oder SCZ ist eine Aktiengesellschaft in Sambia. Ihr Hauptsitz in Sambia ist Lusaka, Standard House, Cairo Road. Sie hat eine Filiale in Livingstone. Sie ist an der Börse Lusaka Stock Exchange gelistet, wird also gehandelt und befindet sich somit nicht in 100-prozentigem Besitz der Muttergesellschaft.
Das Unternehmen wurde 1859 in der Republik Südafrika in Port Elizabeth gegründet. Es ist die Bank des britischen Kolonialismus in Afrika schlechthin und ist mit ihren Niederlassungen überall in diesen Gebieten zu finden. Die StanChart ließe sich als die internationalste Bank weltweit bezeichnen. Die SCZ betreibt auch die Geschäfte von StanChart in Malawi.
Schwerpunkte der SCZ sind dementsprechend der internationale Zahlungsverkehr, Beratung und Finanzierung ausländischer Investitionen, arbeitet mit der in der Schweiz angesiedelten internationalen Wirtschaftsprüfungs- und Beratungsfirma KPMG zusammen, bietet auf nationaler Ebene in Maßen Konsumentendienstleistungen sowie Kredite für kleine und mittlere Unternehmen.
Die SCZ hält 90 Prozent des Kapitals von Kawalazi Estate Co Ltd, einem Agrarmulti in Malawi, der dort Landbau, Forstwirtschaft, Fischerei, Tee- und Kaffeeanbau, Obst- und Nussplantagen betreibt.
Eine Bilanz ist nirgends ausgewiesen. Die letzten erreichbaren Zahlen beziehen sich auf 1998, die einen Gewinn vor Steuern von 23,3 Mrd. und einen Gewinn nach Steuern von 12,7 Mrd. Kwacha ausweisen.
SCZ vermittelt Zwischenfinanzierungen von Importen, ein in Afrika sehr wichtiges Geschäft, da der Staat Devisen erst dann frei gibt, wenn die Waren die Landesgrenze passiert haben, die Waren jedoch fob ("free on board") bezahlt werden müssen.